# Wiesenttal
Wiesenttal es un municipio situado en el distrito de Forchheim, en el estado federado de Baviera (Alemania), con una población a finales de 2016 de unos 2517 habitantes.
Se encuentra ubicado en la zona centro-norte del estado, al sur de la región de Alta Franconia.
El significado del nombre Wisenttal es ‘Valle del Wiesent’ o ‘Cuenca del Wiesent’, y en efecto está ubicado en corazón de la cuenca del río Wiesent. Por ende, es considerado además el centro de la región conocida como la Suiza Francona, con sus típicas formaciones kársticas.